# Övre Dugla
Övre Dugla är en sjö i Uddevalla kommun i Bohuslän och ingår i Bäveån-Örekilsälvens kustområde. Sjön är 6 meter djup, har en yta på 0,019 kvadratkilometer och befinner sig 100 meter över havet.